# NGC 1500
NGC 1500 ist eine elliptische Galaxie vom Hubble-Typ E/S0 im Sternbild Dorado am Südsternhimmel. Sie ist schätzungsweise 445 Millionen Lichtjahre von der Milchstraße entfernt und hat einen Durchmesser von etwa 120.000 Lj.
Im selben Himmelsareal liegen die Galaxien NGC 1506, IC 2018, IC 2021, IC 2023.
Das Objekt wurde am 24. Dezember 1837 vom britischen Astronomen John Herschel entdeckt.